# Ferula renardii
Ferula renardii är en växtart i släktet Ferula och familjen flockblommiga växter.
Arten är en perenn ört som förekommer i Centralasien. Den beskrevs först som  Peucedanum renardii av Eduard August von Regel och Johannes Theodor Schmalhausen 1877, och fick sitt nu gällande namn av Michail Pimenov 1981.